# Feijoada
La feijoada («frijolada» o «frejolada» en español) o "guiso de porotos" es un guiso de frijoles con carne de res y cerdo.  El nombre feijoada se deriva de feijão, 'frijol' en portugués. Es uno de los platos típicos de la cocina brasileña (considerado como plato nacional), el cual fue introducido por los africanos esclavizados por los portugueses en Brasil. Este plato se popularizó también en la zona noreste de Uruguay, Mozambique y Angola. Sus ingredientes básicos son los frijoles suelen ser negros en Brasil, y la carne de cerdo en salazón (charque) Se suele presentar acompañada de arroz y naranjas. En casi todo el territorio brasileño suele espolvorearse con harina de mandioca (yuca) y en muchas partes se usa una mezcla de esa harina con otros ingredientes, como huevos, longaniza, entre otros, llamada farofa.

## Costumbres
En Brasil, los días tradicionales para comer feijoada son los miércoles y los sábados. En esos días, los restaurantes la ofrecen en los menús, y algunas familias y grupos de amigos preparan feijoadas en diferentes reuniones informales. Es un plato relativamente barato y es consumido por casi todas las clases sociales. Debe pensarse que, junto con la caipiriña, la samba y el carnaval, son los elementos más conocidos internacionalmente de Brasil.

## Historia
Los portugueses llevaron recetas para Brasil, con ingredientes como la oreja, el morro, el rabo y la lengua de cerdo; por lo que se extendió el uso de este animal en las dietas. En el libro História da Alimentação no Brasil (Historia de la alimentación en Brasil), Luís da Câmara Cascudo escribe sobre los orígenes de la feijoada.

Muchos autores concuerdan en decir que la feijoada tuvo su origen cuando luego de los festines que se daban los dueños de las plantaciones, los esclavos negros recogían las sobras para mezclarlas con frijoles negros, haciendo un nuevo guiso.

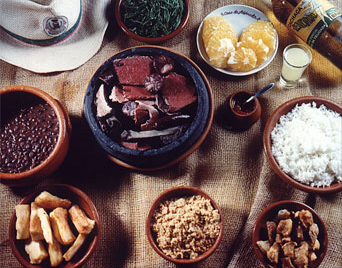
Feijoada acompañada de arroz, naranjas, caipiriña, etc.

 Con orígenes que se remontan a la época de la esclavitud, según las más difundidas, aunque no sustentadas versiones. La noción común es que la tradición llegó junto con los esclavos africanos, quienes hacían un cocido de las sobras y las menudencias que restaban de los festines de los patronos, junto con agua y caraotas negras; esto se servía con farofa, que es una harina hecha con mandioca (yuca en Colombia), que ya formaba parte de la tradición alimenticia de los esclavos; también se servía con naranjas para evitar el escorbuto en los esclavos, que no es más que una deficiencia de vitamina C que afecta su salud y rendimiento.